# Saxmundham
Saxmundham è un paese di 2 712 abitanti della contea del Suffolk, in Inghilterra.